# Bogdan Zdravković
Bogdan Zdravković (* 27. März 1999) ist ein serbischer Leichtathlet, im Kugelstoßen sowie im Diskuswurf an den Start geht.

## Sportliche Laufbahn
Erste internationale Erfahrungen sammelte Bogdan Zdravković im Jahr 2016, als er bei den erstmals ausgetragenen Jugendeuropameisterschaften in Tiflis mit einer Weite von 18,28 m mit der 5-kg schweren Kugel den neunten Platz belegte. Im Jahr darauf schied er bei den U20-Europameisterschaften in Grosseto mit 17,91 m in der Qualifikation mit der 6-kg-Kugel aus und auch bei den U20-Weltmeisterschaften 2018 in Tampere verpasste er mit 17,98 m das Kugelstoßfinale. 2019 scheiterte er bei den U23-Europameisterschaften in Gävle mit 17,13 m in der Vorrunde und im Jahr darauf belegte er bei den Balkan-Meisterschaften in Cluj-Napoca mit 17,61 m den sechsten Platz. 2021 erreichte er bei den U23-Europameisterschaften in Tallinn mit 17,98 m Rang zehn.
In den Jahren 2019 und 2020 wurde Zdravković serbischer Meister im Diskuswurf sowie 2020 auch im Kugelstoßen.

## Persönliche Bestleistungen
- Kugelstoßen: 19,25 mm, 22. August 2020 in Kruševac
  - Kugelstoßen (Halle): 18,82 m, 27. Februar 2020 in Belgrad
- Diskuswurf: 51,55 m, 25. August 2019 in Kruševac